# Maria Martone Napolitano
Maria Martone Napolitano (1900 – anni 1990) è stata una traduttrice e giornalista italiana.

## Biografia
Maria Martone crebbe in Romania, a Sulina, giacché il padre era il direttore di un ospedale della Commissione europea; studiò in una scuola tedesca, venendo cresciuta da una governante francese: inoltre, era in grado di parlare anche russo e rumeno. Nel periodo della prima guerra mondiale Martone studiò a Napoli e si laureò a Roma, alla facoltà di lettere; in seguito andò a vivere a Parigi. Lì incontrò alcuni degli autori che tradusse, tra cui Colette; una volta rientrata in Italia iniziò a lavorare come giornalista e fu consulente della casa editrice Longanesi. Fu una traduttrice intensamente attiva dalla fine degli anni 1920 fino ai settanta, lavorò lungamente per Mondadori e per le più prestigiose case editrici italiane. Inizialmente lavorò per editori romani e torinesi; negli anni 1930 iniziò a collaborare con case editrici milanesi, dapprima con Corbaccio, poi con Monanni e in seguito con Mondadori; con quest'ultima iniziò un rapporto di lavoro che continuò per molti anni a seguire. Firmò la prima edizione italiana di, tra gli altri, La fuga di John Steinbeck e Per chi suona la campana di Ernest Hemingway (di cui, nel 1939, acquistò personalmente i diritti per conto di Mondadori). Tradusse dall'inglese, dal francese e dal tedesco. Inizialmente nota con il solo cognome da nubile, Martone, in seguito al matrimonio con Gian Gaspare Napolitano iniziò a firmarsi con il doppio cognome "Napolitano Martone". Dal matrimonio è nata una figlia, Giovanna Napolitano, scrittrice.

## Opere

### Traduzioni
- Hervé Lauwick, Il signore che segue la signora: romanzo quasi serio. Roma, Sapientia, 1929
- Colette, Mitsou, Torino, Le Grandi Firme, 1929
- François Mauriac, Teresa, Roma, Tiber, 1929
- André Corthis, Perdono a occhi chiusi, Tiber, 1930
- Clemence Dane, Leggenda, Roma, Tiber, 1930
- Abel Hermant, L'allegra repubblica, Torino, Le Grandi Firme, 1930
- André Maurois, Disraeli, Milano, Corbaccio, 1931
- P.G. Wodehouse, Le avventure di Sally; romanzo umoristico inglese, Milano, Monanni, 1931
- John Galsworthy, Il cucchiaio d'argento: secondo volume della commedia umana, Milano, Corbaccio, 1932
- John Galsworthy, Il canto del cigno: terzo volume della commedia umana, Milano, Corbaccio, 1932
- P.G. Wodehouse, Il principe e Betty; romanzo umoristico inglese, Milano, Monanni, 1932
- Edgar Wallace, La valle degli spriti, Milano, Mondadori, 1933
- Kay Strahan, La fattoria del deserto, Milano, Mondadori, 1933
- Basil Carey, Il viaggio segreto, Milano, Mondadori, 1934
- Ursula Parrott, Amanti estranei, Milano, Mondadori, 1934
- Henry Wade, Il segreto di Tassart, Milano, Mondadori, 1934
- P.G. Wodehouse, Ukridge, Milano, Bietti, 1937
- R. Hernekin Baptist, Cervo selvaggio, Milano, Corbaccio, 1939
- Edgar Wallace, Il covo sul mare, Milano, Mondadori, 1940
- Erskine Caldwell, La via del tabacco, Milano, Mondadori, 1940
- Ernst von Salomon, I proscritti, Torino, Einaudi, 1943
- James M. Cain, L'Assicuratore, Roma, De Carlo, 1944
- John Steinbeck, La fuga, Roma, De Carlo, 1944
- Christopher Isherwood, Addio a Berlino, Roma, Longanesi, 1944
- Edgar Allan Poe, Il Gatto Nero, in Novellieri inglesi e americani, Roma, De Carlo, 1944
- Ernest Hemingway, Per chi suona la campana, 1945
- Mary Berg, Il ghetto di Varsavia: diario di Mary Berg, Roma, De Carlo, 1946
- Vera Caspary, La signora in visone, Milano Garzanti, 1946
- William Somerset Maugham, Il filo del rasoio, Milano, Mondadori, 1946
- James M. Cain, Mildred, Milano, Longanesi, 1946
- James M. Cain, La fiamma del peccato, Milano, De Carlo, 1946; Milano, Garzanti, 1965
- Sinclair Lewis, Gideon Planish, Milano, Mondadori, 1948
- Edgar Wallace, Il signor Reeder investigatore, Milano, Mondadori, 1949
- William Somerset Maugham, Catalina, Milano, Mondadori, 1950
- André Maurois, Don Giovanni, o La vita di Byron, Milano, Dall'Oglio, 1953
- A.E.W. Mason, Le quattro piume, Milano, Sonzogno, 1957
- William Henry Hudson, Verdi dimore, Milano, Mondadori, 1958
- James Hilton, Prigionieri del passato, Milano, Garzanti, 1965
- James M. Cain, La farfalla, Milano, Longanesi, 1967
- Alan Williams, L'uomo-mitra, Milano, Garzanti, 1968
- Compton Mackenzie, Donne pericolose, Milano, Longanesi, 1969
- Pearl S. Buck, The hidden flower, Milano, Mondadori, 1970
- Mary Howard, L'intruso, Milano, Mursia, 1971
- Howard Fast, Samantha, Milano, Garzanti, 1971
- Le coppie infernali, Milano, Mondadori, 1972
- Victor Ilytich Seroff, Isadora Duncan, Milano, Dall'Oglio, 1974
- Leslie Charteris, Il santo e i mercanti d'uomini, Milano, Garzanti, 1975
- Victor W. Von Hagen, Le grandi strade di Roma nel mondo, Newton Compton, 1978
- Daphne du Maurier, La casa sull'estuario, Rizzoli, 1969
- Craig Rice, Giallo in famiglia, Milano, Mondadori, 1982
- John Fante, Una moglie per Dino Rossi, Palermo, Sellerio, 1988

### Curatele
- Autobiografia degli Stati Uniti, Milano, Domus, 1942
- Novellieri inglesi e americani: panorama della letteratura novellistica inglese e americana, Roma, De Carlo, 1944 (con Edoardo Bizzarri)
- Gian Gaspare Napolitano, Una vita, un mondo, Iapadre, 1975